# Das Fest der Liebe (Fernsehserie)
Das Fest der Liebe ist eine improvisierte deutsche Miniserie der ARD, die erstmals am 23. Dezember 2023 ausgestrahlt wurde. Es handelt sich um eine lose Fortsetzung der Miniserie Das Begräbnis von 2022.

## Handlung
Mario und Thorsten Meurer werden von ihrer Schwester Sabine zum Weihnachtsfest ins Schwabenland eingeladen. Mit Thorstens Tochter Jäcki machen sich die Mecklenburger zum ersten Mal nach über drei Jahrzehnten auf den Weg zu Sabine, die schon vor dem Mauerfall in den Westen geflüchtet war. Sie hat es mit ihrem Mann Alexander, Vorstand im familiären Sanitärunternehmen Streuble, zu einem gewissen Wohlstand gebracht. Die Meurers werden nach ihrer Ankunft nur von Alexander, seiner Schwester Dorothee, seinen Eltern und der aus Los Angeles angereisten Tochter Simone empfangen. Sabine ruft an und gibt vor, im Stau zu stehen, jedoch verbringt sie die Zeit in einer leeren Kneipe, in der sie sich mit dem Wirt Ben unterhält.
Schon nach kurzer Zeit bauen sich die familiären Konflikte auf. Die verwöhnte und weltfremde Simone macht ihrem Vater fortwährend Vorwürfe und gibt vor den Gästen mit ihrem tollen Leben in den Vereinigten Staaten an. Dorothee beginnt mit Mario zu flirten, dem sie beim letzten Besuch vor knapp 30 Jahren die Jungfräulichkeit nahm. Alex‘ Mutter Elisabeth versucht auf versöhnliches Weihnachtsfest zu machen und der nach einem Schlaganfall demente Vater Karl-Eduard erzählt fortwährend seine Unternehmensgeschichte. Es stellt sich heraus, dass ein gerade vom Familienunternehmen abgeschlossenes lukratives Geschäft mit chinesischen Investoren auf einer Muffe basiert, die Mario entwickelte und die Sabine bei der Beerdigung des Vaters mitgenommen hat. Mario ist stinksauer, dass Alex, sein Vater und Sabine ihn betrogen haben. Mario und Thorsten brechen daraufhin ab.
Simone und Jäcki entwickeln – trotz ihrer Unterschiede – Vertrauen zueinander. Simone bringt Jäcki in einen versteckten Kellerraum, in den sie sich früher immer zurückzog. In all dem Trubel dieses Weihnachtsfests schlägt Jäcki vor, angeregt durch ein YouTube-Video, Simones Entführung vorzutäuschen, damit die Streubles Lösegeld bezahlen. Sie weihen die gerade aufbrechenden Mario und Thorsten in ihren Plan ein und schicken mehrere verzerrte Audio- und Videonachrichten, in denen sie sich als russische Entführer ausgeben und zunächst eine Million Euro fordern. Immer wieder ruft Sabine aus der Kneipe an und macht sich schließlich auf den Weg zur Familie.
In der Villa streiten sich Alex und Mutter Elisabeth, was sie machen sollen. Elisabeth möchte zur Polizei gehen, Alex das auf jeden Fall vermeiden. Nur mit äußerstem Einsatz kann er seiner Mutter den Schlüssel für den Tresor abnehmen. Er teilt den Entführern mit, dass er nur 50.000 Euro und etwas Schmuck im Tresor hat. Dorothee hat ein ganz gutes Gespür, dass etwas nicht stimmt, und findet die Gruppe im Keller. Sie schließt sich ihnen an. Sie überreden Alex, das Geld an eine Drohne zu binden, die sie dann zu sich fliegen lassen. Sie teilen das Geld untereinander auf, fahren zurück zur Villa und geben vor, Simone auf der Straße gefunden zu haben.
Sabine hat eine Ahnung, was sich hier abgespielt hat, und teilt dies auch Mario, Thorsten und ihrer Tochter Simone mit, die sich mehr Familienleben wünscht. Schließlich verbringen alle Anwesenden den Weihnachtsabend zusammen. Aufgrund der mittlerweile verbrannten Gans werden Marios mitgebrachte und zunächst verschmähte Bockwürste und Kartoffelsalat zum Weihnachtsessen. Alex verspricht Mario, ihn wegen der Muffe an den Geschäften zu beteiligen.

## Produktionsnotizen
Die Serie wurde vom 28. März 2023 bis zum 31. März 2023 in Stuttgart, im Rebland bei Baden-Baden sowie in Schleswig-Holstein gedreht. Der Hauptdrehort war eine 1400 Quadratmeter große Villa in der Nähe von Hamburg, wobei ein Großteil Innenaufnahmen waren.
Wie schon in der Serie Das Begräbnis setzt Regisseur Jan Georg Schütte auf die Improvisationsleistung seiner Schauspieler. Diese erhalten nur die grobe Biografie und Motive ihrer Figuren, aus denen das Miteinander seinen Lauf nehme. Es wurde meist sechs bis zehn Stunden am Stück gedreht, die Technik musste an dem Multikamera-Drehort möglichst gut versteckt werden. Die logistische Arbeit war bei nur drei Drehtagen sehr aufwändig.

## Folgen
1. Die Ankunft
2. Die Bescherung
3. Alpha Modus
4. Weihnachten in Familie

## Rezeption
Martina Kalweit gibt der Serie in ihrer Bewertung bei tittelbach.tv insgesamt 4,5 von 6 Sternen.
Ulrich Seidler lobt in der Frankfurter Rundschau Schüttes „goldenes Händchen sowohl für die Besetzung als auch für die Situationsschrauben, die er erbarmungslos fester und fester zieht, dabei die eine oder andere Plot-Überdrehung in Kauf nehmend.“  Heike Hupertz ist in der Frankfurter Allgemeinen Zeitung voll des Lobes, erfreut sich insbesondere am „Zusammenspiel der improvisierenden Schauspieler“ und  vermutet, „dass diese mit Inbrunst (und falschen Blockflötentönen) vorgetragene Festgabe ein Renner unter den Mediathek-Weihnachtsfilmen wird.“